# Поганешти (Тимиш)
Поганешти (рум. Pogănești) насеље је у Румунији у округу Тимиш у општини Барна. Oпштина се налази на надморској висини од 222 m.

## Прошлост
По "Румунској енциклопедији" место се први пут помиње 1453. године. Мађарски краљ Владислав поклонио је насеље "Поганфалву" Јанку Хуњадију.
Аустријски царски ревизор Ерлер је 1774. године констатовао да место припада Сарачком округу, Лугожког дистрикта. Становништво је било претежно влашко. Када је 1797. године пописан православни клир ту је био један свештеник. Парох поп Адам Петровић (рукоп. 1795) служио се само румунским језиком.
У месту је био средином 19. века спахилук српског племића Андреја Јовановића "от Погањеште". Његов сродник Стефан бавио се 1834-1840. године у Панчеву.

## Становништво
Према подацима из 2002. године у насељу је живело 297 становника.

### Попис2002.
| Расподела становништва по националности 2002.‍ | Расподела становништва по националности 2002.‍ | Расподела становништва по националности 2002.‍ | Расподела становништва по националности 2002.‍ | Расподела становништва по националности 2002.‍ |
| --------------------------------------------- | --------------------------------------------- | --------------------------------------------- | --------------------------------------------- | --------------------------------------------- |
|                                               |                                               |                                               |                                               |                                               |
| Румуни                                        | Румуни                                        |                                               | 54                                            | 18,2%                                         |
| Украјинци                                     | Украјинци                                     |                                               | 243                                           | 81,8%                                         |